# Elizaldia
- Commons
- Wikispecies

Elizaldia é um gênero de plantas pertencente à família Boraginaceae.